# Plankington Bluff
Das Plankington Bluff ist ein großes und 1800 m hohes Felsenkliff im westantarktischen Queen Elizabeth Land. In der Patuxent Range der Pensacola Mountains ragt es 8 km südöstlich des Shurley Ridge entlang des Südwestrands des Mackin Table auf.
Der United States Geological Survey kartierte es anhand eigener Vermessungen und Luftaufnahmen der United States Navy aus den Jahren von 1956 bis 1966. Das Advisory Committee on Antarctic Names benannte es 1968 nach John C. Plankington Jr., Meteorologe auf der Amundsen-Scott-Südpolstation im antarktischen Winter 1967.